# Cent mille milliards de poèmes
Cent mille milliards de poèmes est un livre animé de poésie combinatoire de Raymond Queneau, publié en 1961 aux éditions Gallimard.

## Présentation
L'objet-livre de Queneau, mis en page par Robert Massin, offre au lecteur un instrument qui lui permet de combiner des vers de façon à composer des poèmes respectant la forme du sonnet.
Un sonnet est composé de 14 vers, chacun étant choisi parmi 10 possibilités. Queneau a donc composé 140 vers en tout, chacun imprimés sur une languette pouvant s'insérer à sa place dans le sonnet. Les dix versions de chaque vers ont la même scansion et la même rime. Les rimes des sonnets suivent le schéma ABAB ABAB CCD EED, où A, C et E sont des rimes féminines (respectivement en -ise, -otte et -oques) et B et D des rimes masculines (en [o] et -in). Il ne s'agit donc pas de sonnets dits réguliers, lesquels ont des quatrains en rimes embrassées.
Sylvie Leleu-Merviel relève que « deux quatrains et deux tercets, soit quatorze vers, forment les quatorze textons découpés en quatorze languettes horizontales sur chacun des dix feuillets reliés en cahier » : « le scripton est obtenu en sélectionnant une bande sur les dix pour chaque vers du sonnet final ».
Il y a donc 1014, soit 100 000 000 000 000, cent mille milliards, de poèmes potentiels. Selon les mots mêmes de Queneau dans sa préface : « Ce petit ouvrage permet à tout un chacun de composer à volonté cent mille milliards de sonnets, tous réguliers bien entendu. C’est somme toute une sorte de machine à fabriquer des poèmes, mais en nombre limité ; il est vrai que ce nombre, quoique limité, fournit de la lecture pour près de deux cents millions d’années (en lisant vingt-quatre heures sur vingt-quatre). » L'auteur ajoute : « En comptant 45 s pour lire un sonnet et 15 s pour changer les volets à 8 heures par jour, 200 jours par an, on a pour plus d’un million de siècles de lecture, et en lisant toute la journée 365 jours par an, pour 190 258 751 années plus quelques plombes et broquilles (sans tenir compte des années bissextiles et autres détails). »
Par ailleurs, Queneau n'hésite pas, à son habitude, à arranger avec humour la langue à sa manière, en déformant des mots (« exeuquise » pour exquise, « cornédbîf » pour corned-beef), en mélangeant les niveaux de langues (« d'une étrusque inscription la pierre était incise » et « il ne trouve aussi sec qu'un sac de vieux fayots »), ou en utilisant des mots rares (baïoques, molve, emberlucoquer), des formes anciennes (avecque) ou des onomatopées (terlintintin).

## Adaptations

### Traductions
Une traduction ou bien recréation en allemand par Ludwig Harig est parue en 1984 chez Zweitausendeins (de). En langue anglaise, il y a trois traductions ou adaptations différentes. Une première version intégrale en volume, avec feuilles découpées en bandes, a été réalisée, imprimée et éditée en 1983, avec l'autorisation des ayants droit, par John Crombie, aux éditions de l'association Kickshaws (en) dont il est, avec Sheila Bourne, le fondateur. Une deuxième version, non publiée en volume, a été créée par Stanley Chapman et une troisième par Beverley Charles Rowe.

### Musique
Cent mille milliards de poèmes a été mis en musique par Gilles Maugenest : « Cette version musicale de Cent mille milliards de poèmes n'utilise que les 4 premiers sonnets mais compense en partie son déficit en combinaisons par la présence de passages instrumentaux soumis aux mêmes règles que les passages chantés. Le nombre de chansons possibles est de 4 038 046 511 104 (4 puissance 21) soit plus de quatre mille milliards. Toutes les deux mesures, l'interprète choisit une des quatre propositions qui figurent sur la page. Les anacrouses empiètent sur la mesure qui précède ; en l'absence de nuance écrite on conserve la nuance en cours. »
Plusieurs adaptations musicales de poèmes générés à l'aide des Cent mille milliards de poèmes ont été composées, notamment par Juliette Gréco et Les Frères Jacques.
- Que dit Queneau ? 8 chansons de Gilles Maugenest sur des poèmes de Raymond Queneau, La Boîte à Chansons, 2002.
- Deux combinaisons dans Raymond Queneau chanté par Juliette Gréco, Catherine Sauvage, Zizi Jeanmaire, Bernard Ascal, Les Frères Jacques et Gilles Maugenest, EPM (collection Poètes & chansons), 2003.

### Informatique
Un certain nombre de versions informatiques ont été programmées, le principe du livre se prêtant particulièrement à ce genre de réalisation.
Une des premières versions a été programmée dès les années 1960 par D. Starynkevitch, sur un calculateur CAB500.
Paul Braffort, en 1975, puis Tibor Papp, en 1988, ont produit également des versions.
Un logiciel permettant de générer aléatoirement des sonnets à partir de Cent mille milliards de poèmes figure sur le CD-ROM culturel Machines à écrire dirigé par Antoine Denize et publié par les éditions Gallimard en 2004.
Mais les ayants droit luttent contre ce genre d'implémentations.

#### Procès
Cent mille milliards de poèmes se présente donc comme un hypertexte avant la lettre. Mais sa mise en ligne sur Internet sans l'accord des ayants droit a donné lieu le 5 mai 1997 à un jugement en référé qui a contribué à établir la jurisprudence française en matière de droit d'auteur sur Internet, en retenant la qualification de contrefaçon concernant des poèmes protégés par le droit d'auteur diffusés sur un site Internet,.
En 1997 à la demande de Jean-Marie Queneau (fils et ayant-droit de l'auteur), Christian L., un étudiant en informatique, a été condamné en référé à 1 franc de dommages et intérêts et 6 000 francs de frais de justice pour avoir mis en ligne sur son site, hébergé par Mygale.org et l'Université Paris-VIII (aussi assignés, mais non condamnés), un générateur de poèmes basé sur les Cent mille milliards de poèmes. La justice a demandé la suppression de la page web, mais sans pour autant satisfaire pleinement la demande de la partie civile qui réclamait 450 000 francs de dommages et intérêts.
Une seconde affaire, qui mettait en cause Jérôme B., pour laquelle l'hébergeur était le laboratoire LAAS du CNRS, a abouti à un non-lieu, car si la page web a bel et bien été visible en ligne, c'était à la suite d'une erreur de protection d'un site expérimental et non d'une intention de diffuser ce contenu. Ici, la demande était de 500 000 francs.
Ces deux plaintes font partie des premières affaires médiatisées dans le domaine des infractions au droit d'auteur sur Internet. L'avocat de Jean-Marie Queneau, Jacques-Georges Bitoun, était résolu à poursuivre tous les fournisseurs d'accès, hébergeurs et auteurs possibles de contrefaçons : « On pose des câbles, on développe les réseaux, ça coûte des milliards et on ne pourrait pas donner 500 F à Queneau ? (…) On n'épargnera personne, on attaquera tout le monde (…) Ce qu'il y a de choquant, c'est que plus les fournisseurs ont de clients, moins on peut les contrôler. Leur responsabilité serait inversement proportionnelle à ce qu'ils gagnent ! Il est temps de savoir s'ils sont responsables. »

## Éditions
- Cent mille milliards de poèmes, Gallimard, 7 juillet 1961 (rééd. septembre 2006)  (ISBN 2-07-010467-2).
- Dans Œuvres complètes - I, Gallimard / « Bibliothèque de la Pléiade ».